# 加茂神社 (今治市)
加茂神社（かもじんじゃ）は、愛媛県今治市菊間町にある神社。秋祭りで、無形民俗文化財のお供馬の走り込み・お神輿・池原獅子がある

## 境内末社
- 天神社
  - 祭神 菅原道真、天穂日命

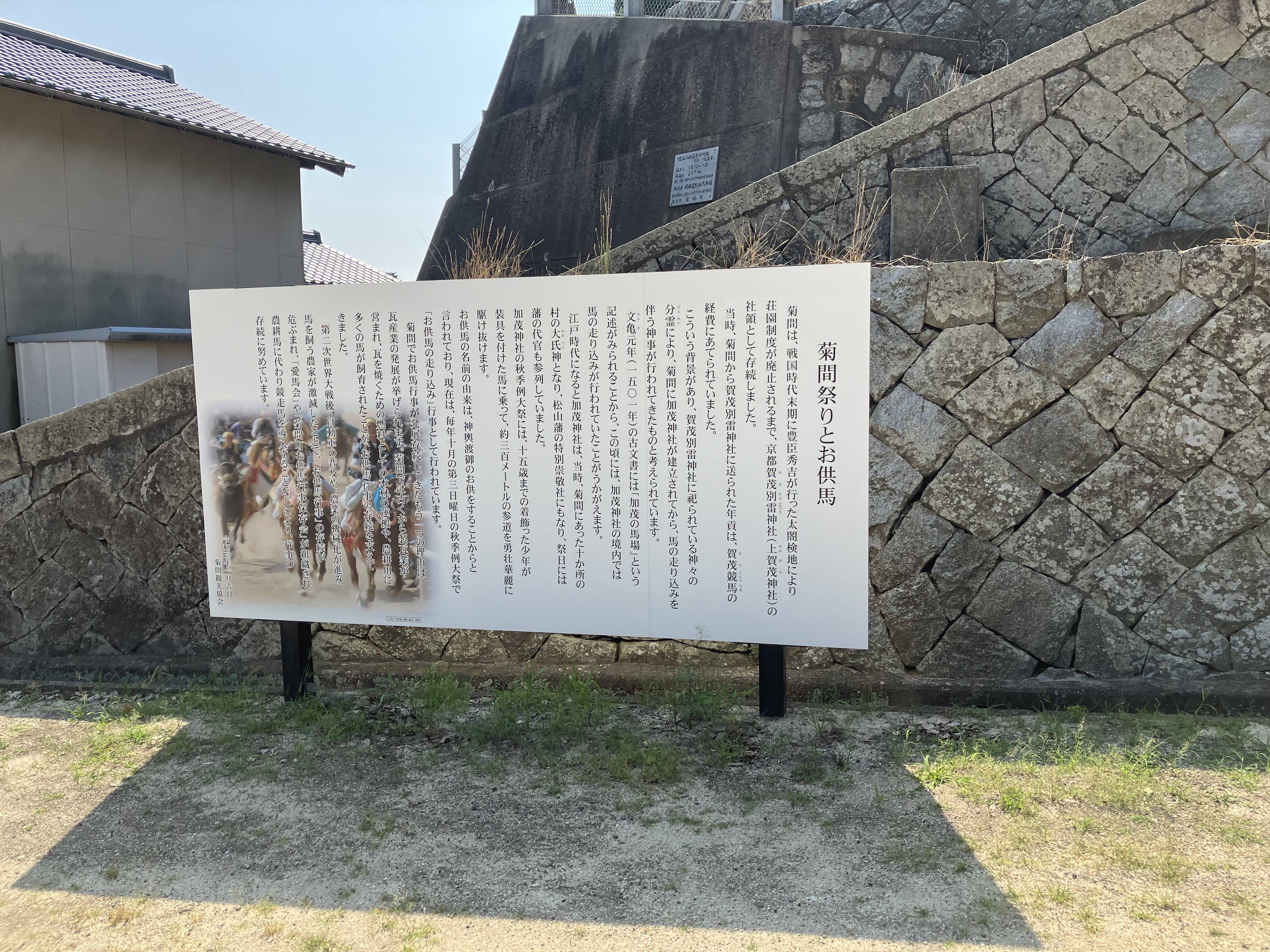
お供馬の案内板（2025年7月）
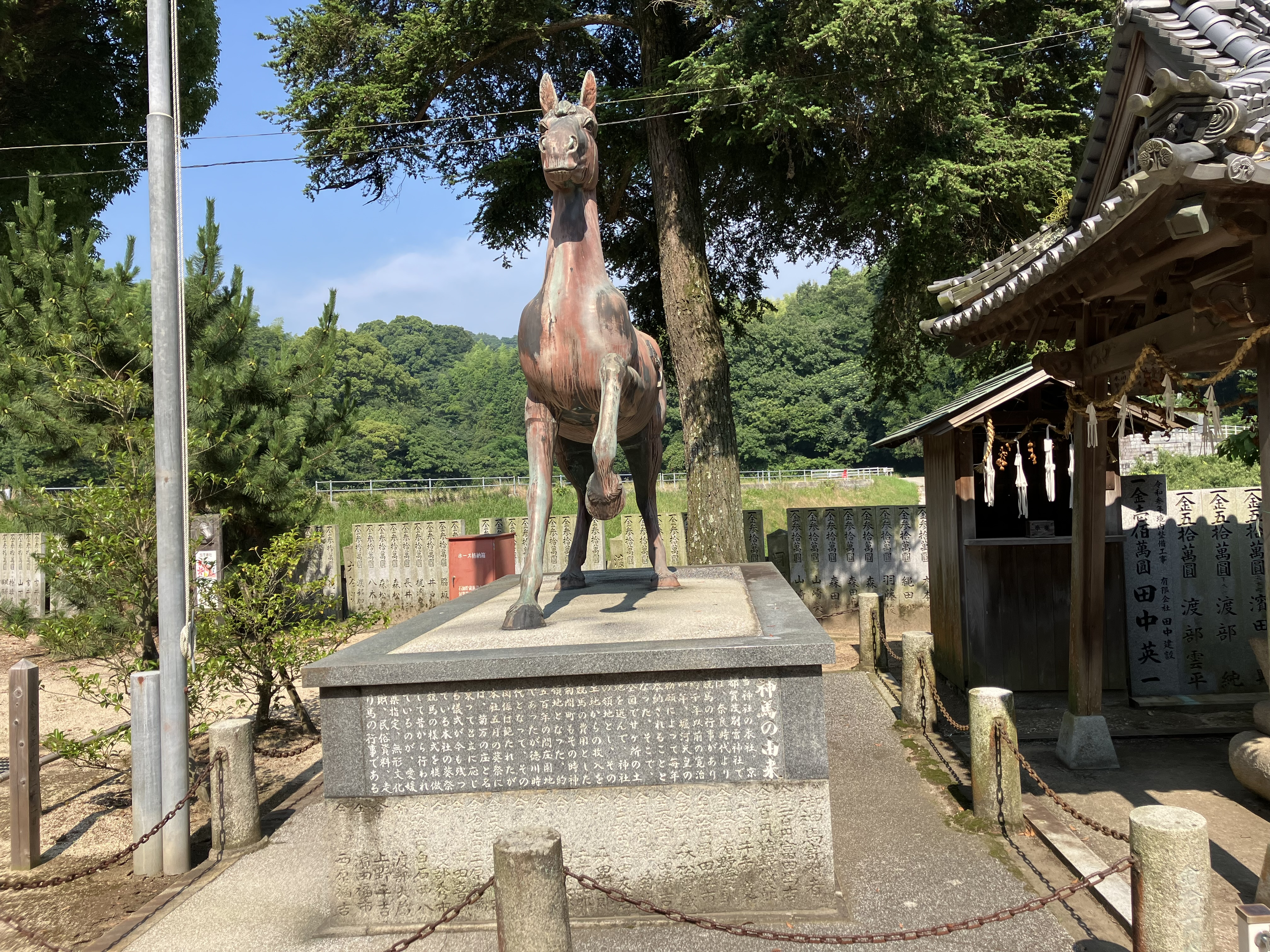
お供馬像（2025年7月）
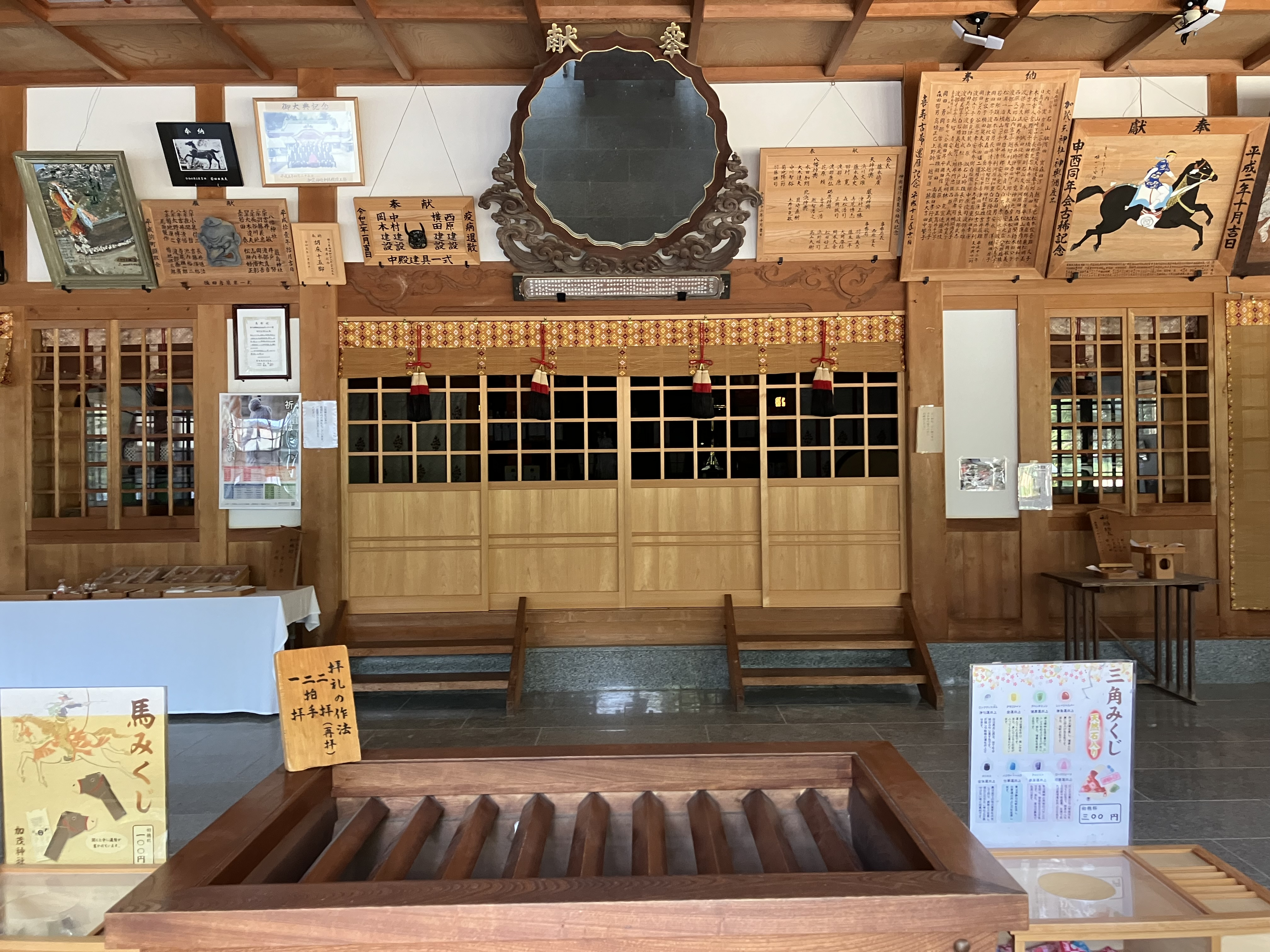
社殿内部（2025年7月）
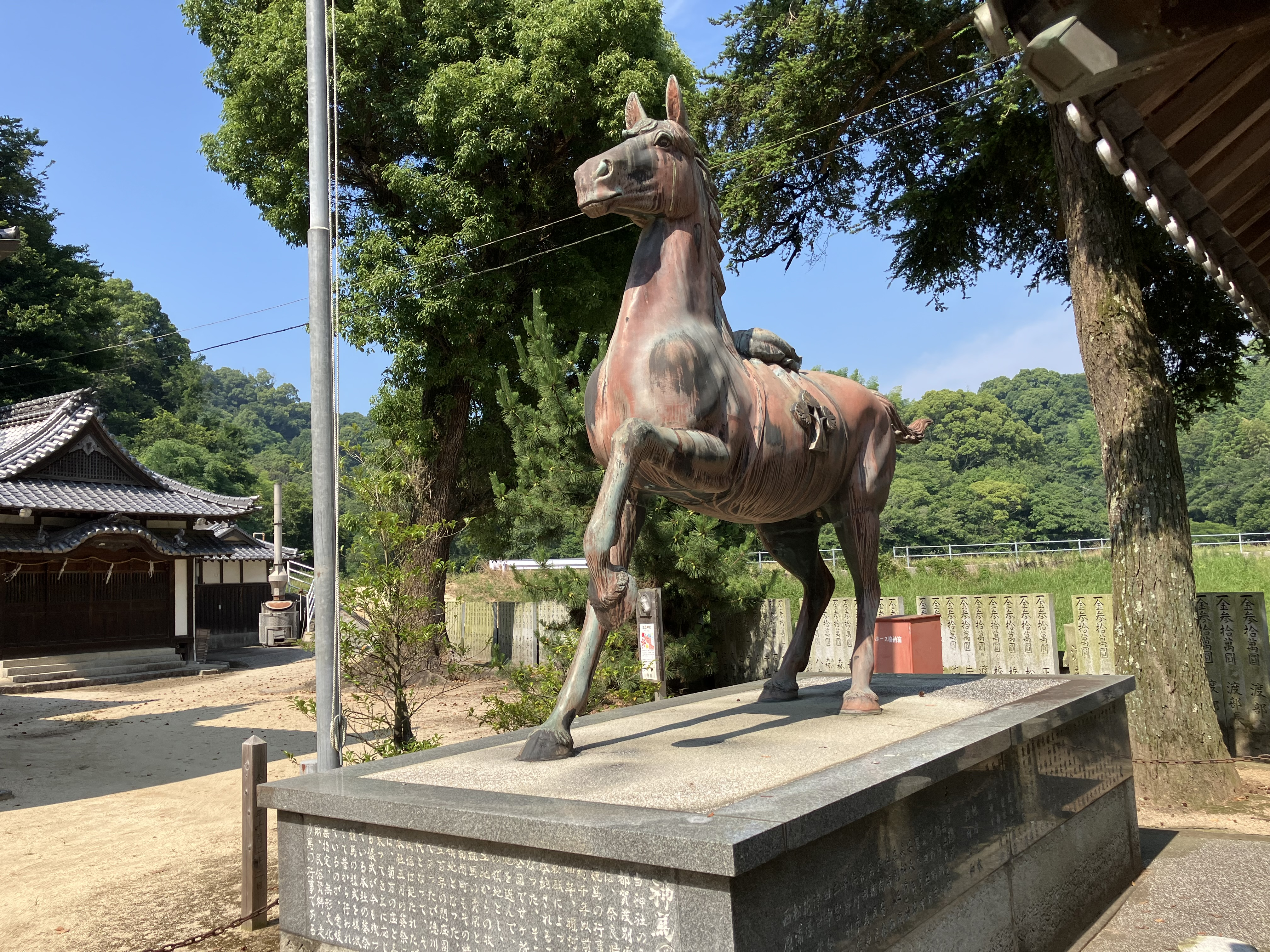
お供馬像（2025年7月）
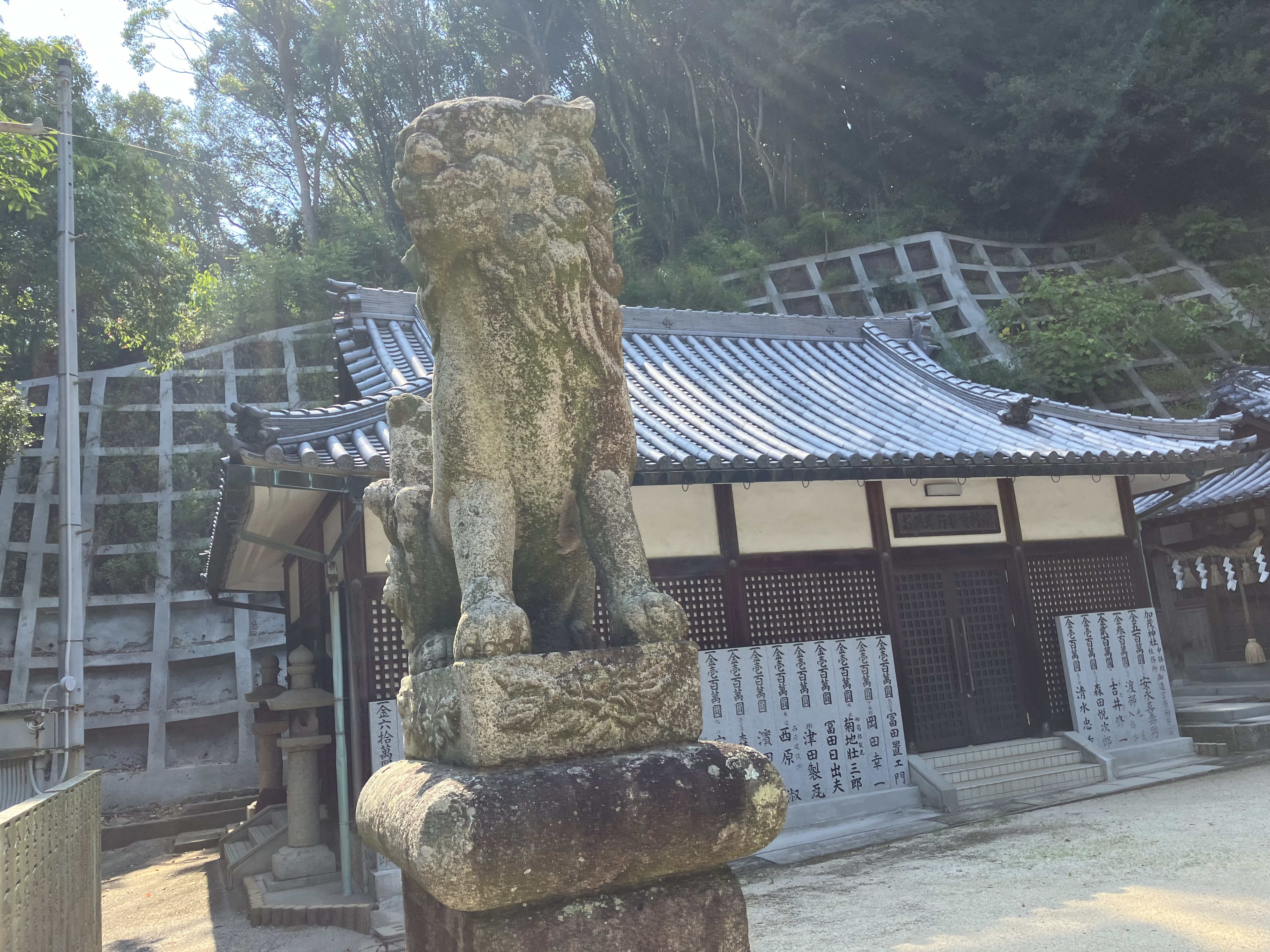
石段上部にある獅子像（2025年7月）
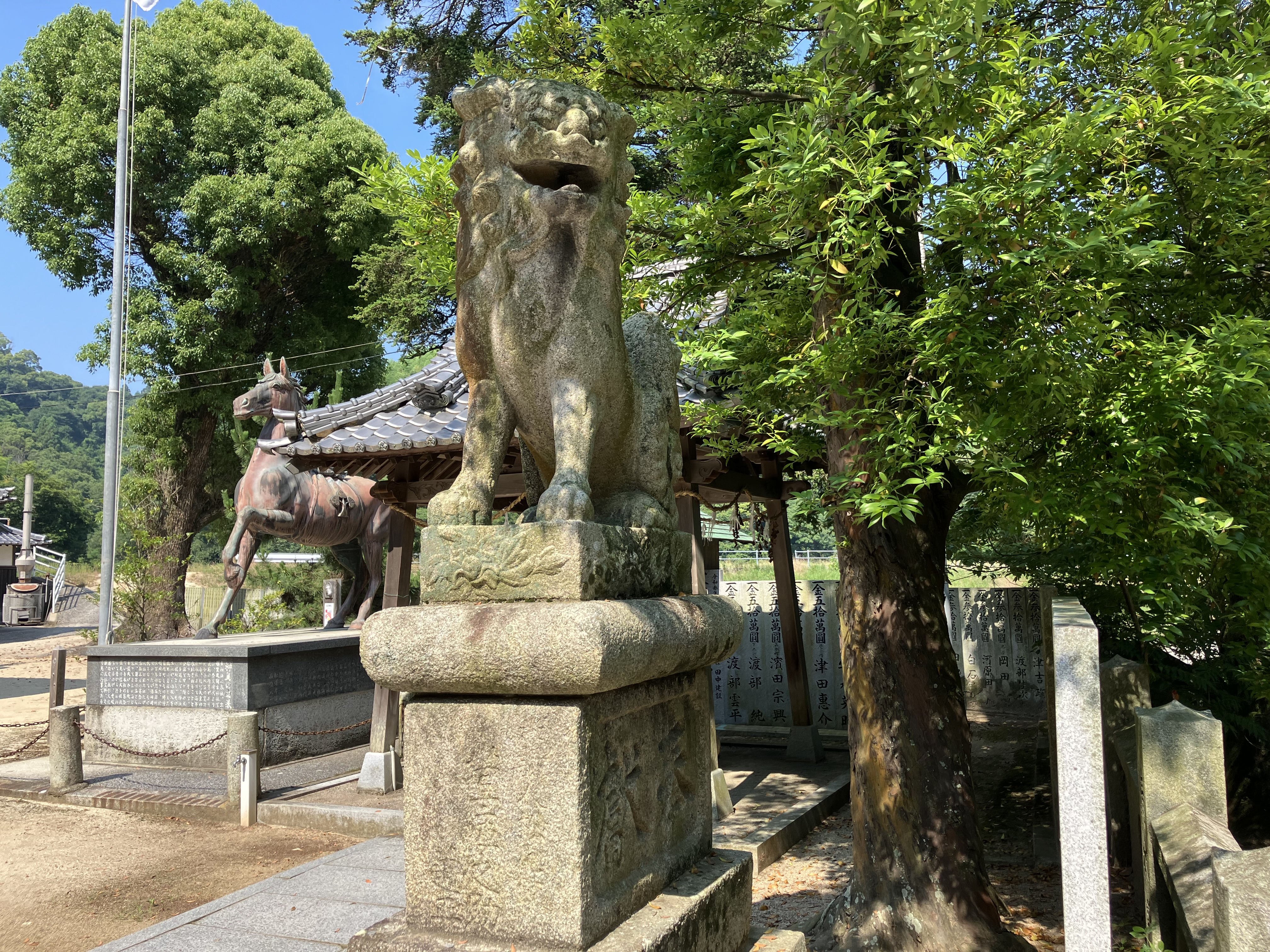
石段上部にある獅子像（2025年7月）
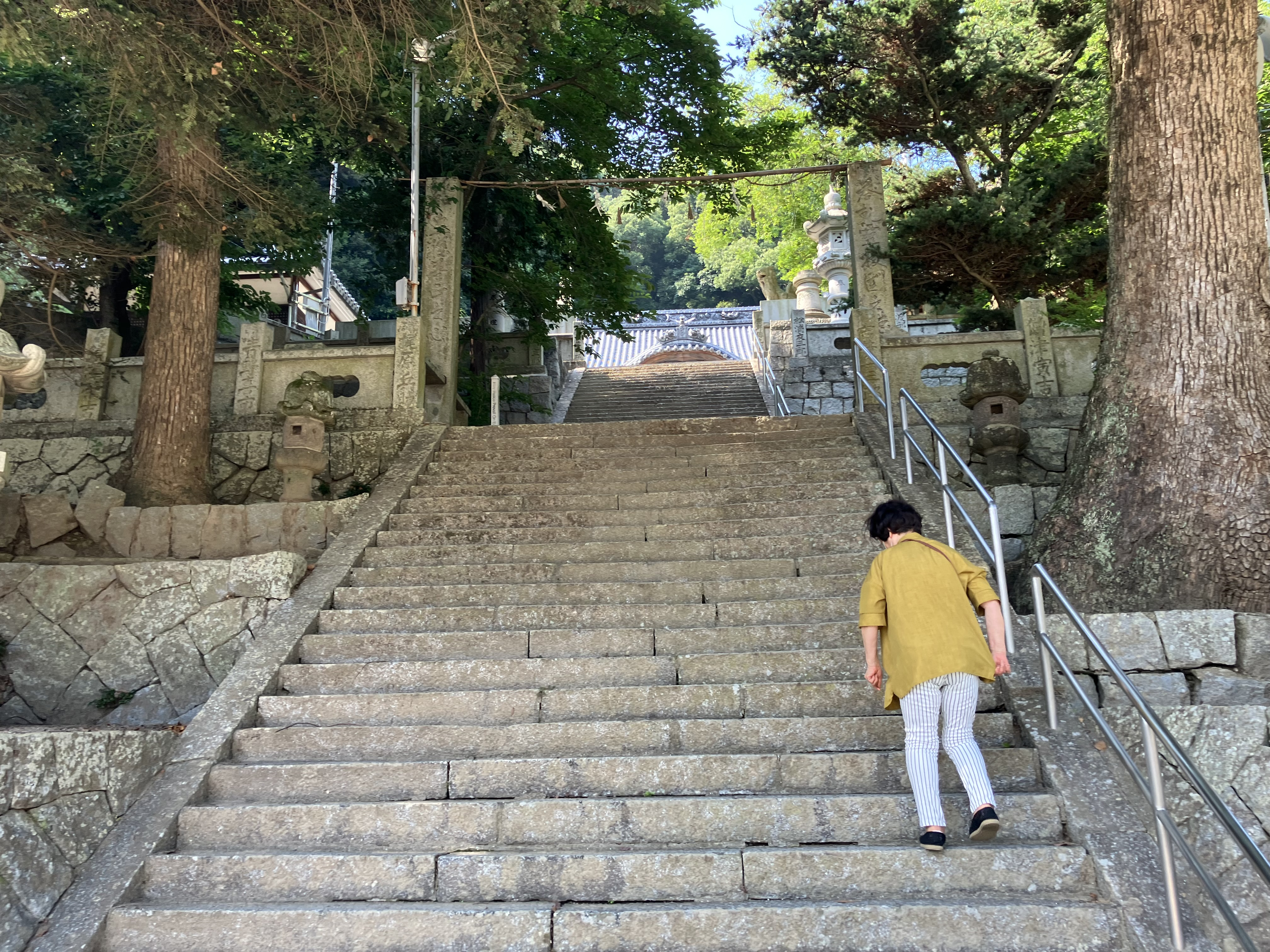
正面石段（2025年7月）
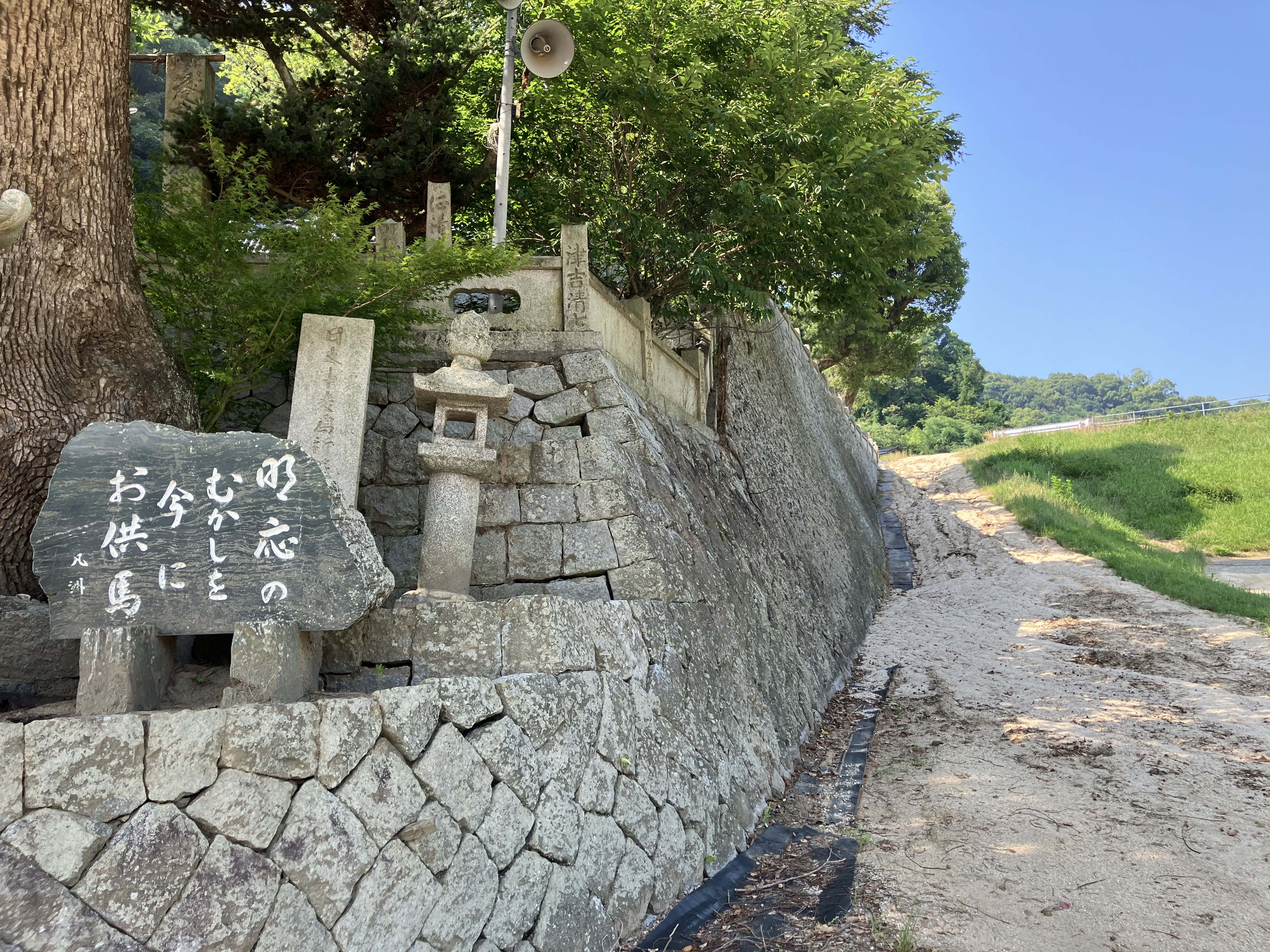
秋祭りのお供馬が最終的に走り込む坂道（2025年7月）

## 秋祭り（菊間祭り）
お供馬の走り込み
無形民俗文化財(愛媛県指定　昭和40年）
騎手年齢　1歳~15歳
馬場（参道）の長さ　約300ｍ
騎手の子どもたちが、お供馬に乗り込み参道を一気に駆け上がる
池原獅子
無形民俗文化財(愛媛県指定 平成31年、「今治及び越智地方の獅子舞(平成12年指定)」に追加)
神輿
加茂神社の41神輿
天神神輿
厳島神社の厳島神輿
八幡神社の八幡神輿
砥鹿神社の砥鹿神輿
牛鬼

## 所在地
- 住所 ： 愛媛県今治市菊間町浜1989

## 周辺
- 今治市立菊間小学校
- 今治市立菊間中学校
- 瓦のふるさと公園
- かわら館
- 菊間駅